# Gazaupouy
Gazaupouy è un comune francese di 245 abitanti situato nel dipartimento del Gers nella regione dell'Occitania.

## Storia

### Simboli
La spada è un attribuito di san Martino a cui è consacrata la chiesa parrocchiale. La torre merlata rappresenta la torre di Estrepouy, eretta tra il XIII e il XIV secolo, che si trova nel territorio del comune. L'uva rappresenta la viticultura, molto importante per l'economia locale. La testa di mucca di razza delle Landes ricorda la Course landaise, tradizione taurina iscritta nella lista del patrimonio culturale immateriale della Francia, che ha luogo ogni anno nelle arene del paese.

## Società

### Evoluzione demografica
Abitanti censiti